# Орден Короны (Бельгия)
Орден Короны — королевская государственная награда Бельгии.

## История
Учреждён королём Леопольдом II 15 октября 1897 года. Статут дополнен 25 июня 1898 года.
Первоначально Орден Короны был предназначен для признания подвигов и выдающихся заслуг, достигнутых во время службы в Бельгийском Конго. В 1908 году Орден Короны был переведён в статус государственной награды Бельгии.
Орденом Короны награждают за заслуги перед бельгийским государством на художественном, литературном или научном поприще, в коммерческих или промышленных заслугах, на государственной службе. Также орденом Короны награждают иностранцев: он часто вручался военным и дипломатам из других стран, аккредитованным в Бельгии. Награждение орденом Короны в ранге командора и выше утверждается кабинетом министров.
В ходе Второй мировой войны орден Короны широко применялся для награждении союзников, участвовавших в освобождении Бельгии от нацистской оккупации.

## Степени
| Орденские планки      | Орденские планки    | Орденские планки        | Орденские планки                  | Орденские планки              |
| --------------------- | ------------------- | ----------------------- | --------------------------------- | ----------------------------- |
| Кавалер фр. Chevalier | Офицер фр. Officier | Командор фр. Commandeur | Великий офицер фр. Grand officier | Большой крест фр. Grand'croix |

| Золотые пальмы | Серебряные пальмы |

| Бронзовая медаль | Серебряная медаль | Золотая медаль |

## Описание
Знак ордена имеет пять зубцов типа «ласточкин хвост», покрытых белой эмалью с золотым бортиком. Между — зубцов гранёные лучи разной величины. В центре знака — медальон синей эмали с изображением золотой королевской короны. На реверсе медальона синей эмали — монограмма Леопольда II. Знак подвешивается к орденской ленте при помощи переходного звена в виде лаврового венка зелёной эмали.
Знаки всех пяти степеней имеют одинаковый дизайн, отличаясь лишь размерами. Кавалерская степень ордена вместо позолоты имеет серебрение.
Звезда класса Большой крест серебряная, десятиконечная, формируемая из разновеликих лучиков, чередуясь пять пучков которых позолоченные двугранные, а пять бриллиантовых граней. На звезду наложен знак ордена в эмалях.
Звезда класса Великий офицер серебряная, в форме увеличенного знака ордена. В центре наложен знак ордена в эмалях.
В степенях офицера и кавалера лента может нести на себе дополнительные атрибуты, проясняющие за какие заслуги произведено награждение: 
- скрещённые мечи — награда вручаемая в военное время. Мечи могут быть дополнены планками с надписью «40-45» за заслуги в ходе Второй Мировой войны, либо «Korea» за участие в корейской войне;
- золотые полоски, отстающие от края ленты — награда за особую доблесть на войне;
- золотая полоска в центре ленты — награда за акт особой преданности на войне;
- золотая звезда — добавлялась на ленту в случае, если награждаемый упоминался в депешах на государственном уровне.

Атрибуты могут совмещаться. В настоящее время вручение ордена с подобной атрибутикой крайне редки.
Кроме степеней орден Короны имеет знаки отличия в виде пальмовых ветвей и медалей.
Пальмовые ветви — золотая и серебряная. Представляют собой знак в виде двух пальмовых ветвей, уложенных венком, подвешиваемых к ленте орденских цветов при помощи соединительного кольца.
Медали ордена — золотая, серебряная и бронзовая. Медали круглые, в центре — изображение королевской короны, по окружности идёт девиз Бельгийского Конго на двух языках: (фр. «Travail et Progrès») сверху и (нидерл. «Arbeid en Vooruitgang») снизу. Надписи разделены пятиконечными звёздочками. Реверс знака несёт коронованную монограмму Леопольда II, окружённую венком из пальмовых ветвей.
Медаль подвешивается к ленте орденских цветов при помощи переходного звена в виде королевской короны с двумя развевающимися лентами.

## Награда за труд
Золотая медаль ордена Короны присуждается по истечении 35 лет трудовой деятельности, Золотые пальмы — по истечении 45 лет. Золотые пальмы также могут быть присуждены при выходе на (досрочную) пенсию, при условии не менее чем 40 лет стажа. Как правило, работодатель начинает процедуру по награждению, однако и сам наёмный работник имеет такое право.

## Кавалеры Большого креста
- 2009: бегунья Ким Геварт, легкоатлетка Тиа Хеллебаут, сестра Жанна Девос, теннисистки Жюстин Энен и Ким Клейстерс и Клэр Веллю.
- 2007: политик Ги Верхофстадт[4]

## Награждённые из России
- 2011 — командор ордена — Михаил Пиотровский[5]
- 2011 — командор ордена — Сергей Залётин
- 2011 — командор ордена — Геннадий Падалка
- 2011 — командор ордена — Роман Романенко
- 2013 — командор ордена — Гамлет Аракелян[источник не указан 3713 дней]
- 2020 — офицер ордена — Вячеслав Кантор